# 나지르 만키예프
나지르 유누조비치 만키예프(러시아어: Нази́р Юну́зович Манки́ев, 1985년 1월 27일~)는 러시아의 전직 레슬링 선수이다. 2008년 하계 올림픽 남자 그레코로만형 밴텀급에서 우승했다.